# Pararhagadochir trinitatis
Pararhagadochir trinitatis is een insectensoort uit de familie Archembiidae, die tot de orde webspinners (Embioptera) behoort. De soort komt voor in Colombia en Panama.
Pararhagadochir trinitatis is voor het eerst wetenschappelijk beschreven door Saussure in 1896.